# Cromossoma 13

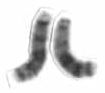
Par de cromossoma 13

O cromossoma 13 é um dos 23 pares de cromossomas do cariótipo humano.

## Genes
| Gene    | Descrição |
| ------- | --- |
| ATP7B   | ATPase, Cu++ transporting, beta polypeptide (Wilson disease)                                                                           |
| BRCA2   | breast cancer 2, early onset |
| CARKD   | Carbohydrate Kinase Domain Containing Protein (Unknown Function)                                                                       |
| EDNRB   | endothelin receptor type B |
| GJB2    | gap junction protein, beta 2, 26kDa (connexin 26)                                                                                      |
| GJB6    | gap junction protein, beta 6 (connexin 30)                                                                                             |
| HTR2A   | 5-HT2A receptor |
| PCCA    | propionyl Coenzyme A carboxylase, alpha polypeptide                                                                                    |
| RB1     | retinoblastoma 1 (including osteosarcoma)                                                                                              |
| FLT1    | Fms related tyrosine kinase 1 (Vascular endothelial growth factor receptor 1)                                                          |
| SLITRK1 | mutation in this gene causes some (although very few) cases of Tourette syndrome and trichotillomania                                  |
| SOX21   | Transcription factor SOX-21 is a protein that in humans is encoded by the SOX21; its disruption can lead to types of alopecia in mice. |

## Doenças
- Trissomia 13, ou Síndrome de Patau
- Retinoblastoma